# Petri Pasanen
Petri Pasanen (Lahti, 24 september 1980) is een Fins voormalig betaald voetballer die bij voorkeur als verdediger speelde.

## Clubcarrière

### Ajax
Nadat Pasanen in juli 2000 een week stage liep met de A-selectie van Ajax, waarin hij onder meer twee vriendschappelijke wedstrijden meespeelde, tekende hij op 7 augustus 2000 een contract voor vijf jaar bij Ajax. Pasanen maakte op 17 september 2000 zijn officiële debuut voor Ajax in de Eredivisie-uitwedstrijd bij AZ die met 3–2 werd verloren. Pasanen verving na rust Ferdi Vierklau.
Pasanen voelde zich het meest op zijn plaats als centrale verdediger, maar was ook bekend met het spelen als links- en rechtsback. Daar werd hij een vaste waarde in het basiselftal bij Ajax, waarin hij regelmatig samenspeelde met landgenoot Jari Litmanen. In zijn eerste seizoen pikte de Fin vier doelpunten mee. Pasanen brak in augustus 2001 zijn voet en was daardoor voor een groot deel van het seizoen 2001/02 uitgeschakeld.
Een jaar later leidde hij samen met Christian Chivu de verdediging van Ajax, toen het de kwartfinale haalde van de UEFA Champions League. Onder trainer Ronald Koeman moest hij het veld ruimen voor Julien Escudé en Zdenek Grygera.

### Portsmouth
Het seizoen 2003/2004 maakte Pasanen op huurbasis af bij Portsmouth in de Engelse Premier League.

### Werder Bremen
Pasanen verruilde in 2004 Ajax voor Werder Bremen en verlengde daar in maart 2008 zijn contract tot aan de zomer van 2011.

### Red Bull Salzburg
Na zeven seizoenen in Duitsland te hebben doorgebracht, maakte Pasanen medio 2011 de overstap naar Oostenrijk en tekende hij een eenjarig contract bij Red Bull Salzburg.

### Aarhus
Op 12 mei 2012 maakte Red Bull Salzburg bekend dat Pasanen niet in aanmerking kwam voor een nieuw contract, waardoor de samenwerking tussen beiden beperkt bleef tot een seizoen. Hierop tekende Pasanen transfervrij een tweejarig contract bij het Deense Aarhus.

### Lahti
Hij verruilde in 2014 Aarhus voor Lahti. Eind 2015 beëindigde hij zijn carrière.

## Interlandcarrière
Op 15 november 2000 debuteerde Pasanen tegen Ierland in het Fins voetbalelftal. Hij moest in die vriendschappelijke wedstrijd na 78 minuten plaatsmaken voor Mika Nurmela. Finland stond destijds onder leiding van bondscoach Antti Muurinen.

## Carrièrestatistieken
| Seizoen         | Club                    |                     | Competitie      | Competitie | Competitie | Beker | Beker | Internationaal | Internationaal | Overig | Overig | Totaal | Totaal |
| Seizoen         | Club                    | Wed.                | Competitie      | Dlp.       | Wed.       | Dlp.  | Wed.  | Dlp.           | Wed.           | Dlp.   | Wed.   | Dlp.   |        |
| --------------- | ----------------------- | ------------------- | --------------- | ---------- | ---------- | ----- | ----- | -------------- | -------------- | ------ | ------ | ------ | ------ |
| 1996            | FC Kuusysi Lahti        | Vlag van Finland    | Ykkönen         | 2          | 0          | 0     | 0     | —              | —              | —      | —      | 2      | 0      |
| Club totaal     | Club totaal             | Club totaal         | Club totaal     | 2          | 0          | 0     | 0     | 0              | 0              | 0      | 0      | 2      | 0      |
| 1997            | → FC Hämeenlinna (huur) | Vlag van Finland    | Ykkönen         | 4          | 0          | 0     | 0     | —              | —              | —      | —      | 4      | 0      |
| Club totaal     | Club totaal             | Club totaal         | Club totaal     | 4          | 0          | 0     | 0     | 0              | 0              | 0      | 0      | 4      | 0      |
| 1997            | FC Lahti                | Vlag van Finland    | Ykkönen         | 15         | 0          | 0     | 0     | —              | —              | —      | —      | 15     | 0      |
| 1998            | FC Lahti                | Vlag van Finland    | Ykkönen         | 15         | 0          | 0     | 0     | —              | —              | —      | —      | 15     | 0      |
| Club totaal     | Club totaal             | Club totaal         | Club totaal     | 30         | 0          | 0     | 0     | 0              | 0              | 0      | 0      | 30     | 0      |
| 1998            | → FC Hämeenlinna (huur) | Vlag van Finland    | Ykkönen         | 1          | 0          | 0     | 0     | —              | —              | —      | —      | 1      | 0      |
| Club totaal1    | Club totaal1            | Club totaal1        | Club totaal1    | 5          | 0          | 0     | 0     | 0              | 0              | 0      | 0      | 5      | 0      |
| 1999            | FC Lahti                | Vlag van Finland    | Veikkausliiga   | 27         | 0          | 0     | 0     | —              | —              | —      | —      | 27     | 0      |
| 2000            | FC Lahti                | Vlag van Finland    | Veikkausliiga   | 14         | 1          | 0     | 0     | —              | —              | —      | —      | 14     | 1      |
| Club totaal2    | Club totaal2            | Club totaal2        | Club totaal2    | 71         | 1          | 0     | 0     | 0              | 0              | 0      | 0      | 71     | 1      |
| 2000/01         | AFC Ajax                | Vlag van Nederland  | Eredivisie      | 29         | 4          | 1     | 0     | 3              | 0              | —      | —      | 33     | 4      |
| 2001/02         | AFC Ajax                | Vlag van Nederland  | Eredivisie      | 1          | 0          | 0     | 0     | 1              | 0              | —      | —      | 2      | 0      |
| 2002/03         | AFC Ajax                | Vlag van Nederland  | Eredivisie      | 22         | 3          | 2     | 0     | 8              | 1              | 1      | 0      | 33     | 4      |
| 2003/04         | AFC Ajax                | Vlag van Nederland  | Eredivisie      | 7          | 0          | 0     | 0     | 4              | 0              | —      | —      | 11     | 0      |
| Club totaal     | Club totaal             | Club totaal         | Club totaal     | 59         | 7          | 3     | 0     | 16             | 1              | 1      | 0      | 79     | 8      |
| 2003/04         | → Portsmouth FC (huur)  | Vlag van Engeland   | Premier League  | 12         | 0          | 4     | 0     | —              | —              | —      | —      | 16     | 0      |
| Club totaal     | Club totaal             | Club totaal         | Club totaal     | 12         | 0          | 4     | 0     | 0              | 0              | 0      | 0      | 16     | 0      |
| 2004/05         | Werder Bremen           | Vlag van Duitsland  | Bundesliga      | 23         | 1          | 4     | 0     | 6              | 0              | 2      | 0      | 35     | 1      |
| 2005/06         | Werder Bremen           | Vlag van Duitsland  | Bundesliga      | 17         | 0          | 2     | 0     | 5              | 0              | 2      | 0      | 26     | 0      |
| 2006/07         | Werder Bremen           | Vlag van Duitsland  | Bundesliga      | 17         | 0          | 1     | 0     | 7              | 0              | 0      | 0      | 25     | 0      |
| 2007/08         | Werder Bremen           | Vlag van Duitsland  | Bundesliga      | 28         | 2          | 2     | 0     | 9              | 0              | 0      | 0      | 39     | 2      |
| 2008/09         | Werder Bremen           | Vlag van Duitsland  | Bundesliga      | 16         | 0          | 3     | 0     | 8              | 0              | —      | —      | 27     | 0      |
| 2009/10         | Werder Bremen           | Vlag van Duitsland  | Bundesliga      | 19         | 0          | 4     | 1     | 10             | 0              | 1      | 0      | 34     | 1      |
| 2010/11         | Werder Bremen           | Vlag van Duitsland  | Bundesliga      | 24         | 0          | 1     | 0     | 7              | 0              | —      | —      | 32     | 0      |
| Club totaal     | Club totaal             | Club totaal         | Club totaal     | 134        | 3          | 17    | 1     | 52             | 0              | 5      | 0      | 218    | 4      |
| 2011/12         | Red Bull Salzburg       | Vlag van Oostenrijk | Bundesliga      | 18         | 0          | 3     | 0     | 11             | 0              | —      | —      | 32     | 0      |
| Club totaal     | Club totaal             | Club totaal         | Club totaal     | 18         | 0          | 3     | 0     | 11             | 0              | 0      | 0      | 32     | 0      |
| 2012/13         | Aarhus GF               | Vlag van Denemarken | Superligaen     | 23         | 1          | 1     | 0     | 0              | 0              | —      | —      | 24     | 1      |
| 2013/14         | Aarhus GF               | Vlag van Denemarken | Superligaen     | 21         | 1          | 0     | 0     | —              | —              | —      | —      | 21     | 1      |
| Club totaal     | Club totaal             | Club totaal         | Club totaal     | 44         | 2          | 1     | 0     | 0              | 0              | 0      | 0      | 45     | 2      |
| 2014            | FC Lahti                | Vlag van Finland    | Veikkausliiga   | 11         | 1          | 1     | 0     | —              | —              | —      | —      | 12     | 1      |
| 2015            | FC Lahti                | Vlag van Finland    | Veikkausliiga   | 1          | 0          | 5     | 0     | 0              | 0              | —      | —      | 6      | 0      |
| Club totaal3    | Club totaal3            | Club totaal3        | Club totaal3    | 83         | 2          | 6     | 0     | 0              | 0              | 0      | 0      | 89     | 2      |
| Carrière totaal | Carrière totaal         | Carrière totaal     | Carrière totaal | 357        | 14         | 34    | 1     | 79             | 1              | 6      | 0      | 476    | 16     |

1 N.B. Dit betreft een clubtotaal, dus een totaal van beide periodes bij FC Hämeenlinna.
2 N.B. Dit betreft een clubtotaal, dus een totaal van beide periodes bij FC Lahti.
3 N.B. Dit betreft een clubtotaal, dus een totaal van de drie periodes bij FC Lahti.
Bijgewerkt t/m 26 april 2015 

## Erelijst
Als speler
 Ajax
- Eredivisie: 2001/02
- KNVB beker: 2001/02
- Johan Cruijff Schaal: 2002

 Werder Bremen
- DFB-Ligapokal: 2006
- DFB-Pokal: 2008/09

 Red Bull Salzburg
- Bundesliga: 2011/12
- ÖFB-Cup: 2011/12

Individueel
- Fins voetballer van het jaar: 2008